# Heftstreifen
Ein Heftstreifen ist eine meist aus Metall bestehende gebogene Klammer in einem gelochten Papp- oder Kunststoffstreifen, mit der gelochte Blätter zusammengeheftet werden können und die man, anhand des Papp- oder Kunststoffstreifens, anschließend selbst in einen Aktenordner heften kann.
Der Aktendulli, so die ursprüngliche Bezeichnung, wurde am 8. Juli 1938 von Georg Heinrich Laufer aus Frankfurt a. M. als Gebrauchsmuster unter der Nummer 1440592 mit dem Titel „Aufreiher für Blattsammlungen, mit federndem Mittelteil“ eingetragen. Bereits am 22. Juli 1938 wurde es auf Kurt Wolff, ebenfalls aus Frankfurt a. M., umgeschrieben. Am 15. Oktober 1941 wurde das Gebrauchsmuster auf das Chemnitzer Unternehmen Fa. Carl Kohl „Dulli Bürotechnik“ in der Langestraße 10 umgeschrieben und von diesem erfolgreich vermarktet. In vielen Publikationen wird fälschlicherweise Paul Richard Carl Kohl als Erfinder bezeichnet.
Vor allem im Gebiet der ehemaligen DDR ist die ursprüngliche Bezeichnung Aktendulli, kurz Dulli, noch weit verbreitet. 
Neben weiteren Synonymen wie Abheftstreifen, Ablagestreifen, Einhänge-Heftstreifen, Kösterstreifen oder Heftlasche sind auch diverse umgangssprachliche Bezeichnungen oder andere Schreibweisen wie Brüderchen, Fliege oder Akten-Dulli (siehe Foto) gebräuchlich. Der Firma „Praktikus Gesellschaft für neuzeitliche Büroartikel m.b.H.“ in Meinerzhagen wurde 1956 unter der Nummer DE1715626 ein Gebrauchsmuster für „Einhänge-Haftstreifen für Ordner“ erteilt, woraus sich die Bezeichnung „Praktikus“ als Gattungsname ableitet.